# 예지
예지(豫知)는 이론적으로는 내다볼 수 없다고 생각되는 앞날의 일을 미리 지각하는 초감각적인 지각을 가리킨다. 예견(豫見)이라고도 하며 이에 대한 능력을 예지력(豫知力)으로 부른다.
그러나 예지 능력은 증명된 적이 없으며, 예지처럼 보이는 사례들은 대부분 큰 수의 법칙으로 설명될 수 있다.

## 예지 현상
예지는 때로 미래에 일어날 가능성이 있는 일을 어떤 수단으로든 이해하는 예지라는 더 넓은 현상의 예로 취급된다. 이는 임박한 재난에 대한 모호한 느낌인 예감과는 다르다. 예언이나 점술과 같은 관련 활동은 역사 전반에 걸쳐 실행되어 왔다.
예지몽은 가장 널리 보고된 예지 꿈이다. 일반적으로 꿈이나 환상은 추정되는 사건이 발생한 후에만 예지적인 것으로 식별될 수 있다.

## 같이 보기
- 초심리학